# Roger Tahull
Roger Tahull i Compte (nacido el 11 de mayo de 1997 en Barcelona, Cataluña) es un jugador de waterpolo español. Disputó los Juegos Olímpicos de Río de Janeiro 2016 con España, obteniendo un séptimo puesto y diploma olímpico.

## Participaciones en Juegos Olímpicos
- Río de Janeiro 2016, puesto 7.
- Tokio 2020, puesto 4.